# Mahuitas
Mahuitas is een bestuurslaag in het regentschap Belu van de provincie Oost-Nusa Tenggara, Indonesië. Mahuitas telt 462 inwoners (volkstelling 2010).